# Vincenzo La Valva
Vincenzo La Valva (Diamante, 17 aprile 1947 – Diamante, 12 agosto 2010) è stato un naturalista e botanico italiano.

## Biografia
Laureatosi in Scienze Naturali presso l'Università degli Studi "Federico II", nel luglio dell'anno seguente fu nominato assistente e poi, nel 1976 Assistente ordinario di Botanica. Nel 1985 divenne Professore associato di Botanica presso la stessa università, in seguito professore di fitogeografia. Nel 1993 divenne professore di ruolo in botanica sistematica. Negli anni seguenti, ha ricoperto vari incarichi di insegnamento anche in altre università come corsi sulla conservazione della natura e delle sue risorse.
Fu autore di numerose pubblicazioni e di libri sull'ambiente, molte in collaborazione con il naturalista Maurizio Fraissinet. Contribuì alla descrizione di nuove specie come l'Aquilegia champagnatii, l'Oxytropis pilosa DC. subsp. caputoi, la Stipa sicula, la Vincetoxicum hirundinaria subsp. luteolum. Oltre al ruolo accademico, egli partecipò con numerosi studi e migliorò le conoscenze floristiche mediterranee e soprattutto di molte zone del Sud Italia, in particolare del Somma-Vesuvio, del Partenio, della penisola sorrentina, dei Monti Picentini, del Matese, degli Alburni e del Cilento.
Ha avuto un ruolo chiave nell'istituzione delle aree protette regionali della Campania ed è stato promotore e fondatore, in qualità di primo presidente, del Parco Nazionale del Cilento e Vallo di Diano mettendo a disposizione le sue conoscenze sulla salvaguardia, la tutela e la gestione del patrimonio naturalistico per il secondo parco più vasto d'Italia.
Con i 500 delegati dell'UNESCO, partecipò al protocollo di Kyoto, in Giappone, dove illustrò al mondo il Parco del Cilento e i motivi, il valore, e la necessità, di tutelare e conservare le risorse del suo patrimonio naturale, riuscendo a farlo riconoscere come patrimonio dell'umanità. Alla sua memoria, è dedicata una specie di pianta insettivora, la Pinguicula lavalvae, endemica dei Monti Picentini.

## Pubblicazioni
- La flora dei Monti del Partenio (Campania, Comunità Montana del Vallo di Lauro e Bainese), coautore con Benito Moraldo, Escuola tipo-litografica "Istituto Anselmi", 1989.
- La Valva V., 1992. Aspetti corologici della flora di interesse fitogeografico nell'Appennino meridionale. Giornale Botanico Italiano 126(2): 131-144.
- Santangelo A., La Valva V., Di Novella N., Caputo G., 1994. La flora cacuminale del Monte Cervati (Appennino Campano). Delpinoa, n.s. 31-32: 99-139.